# Friedhof Andelsbuch

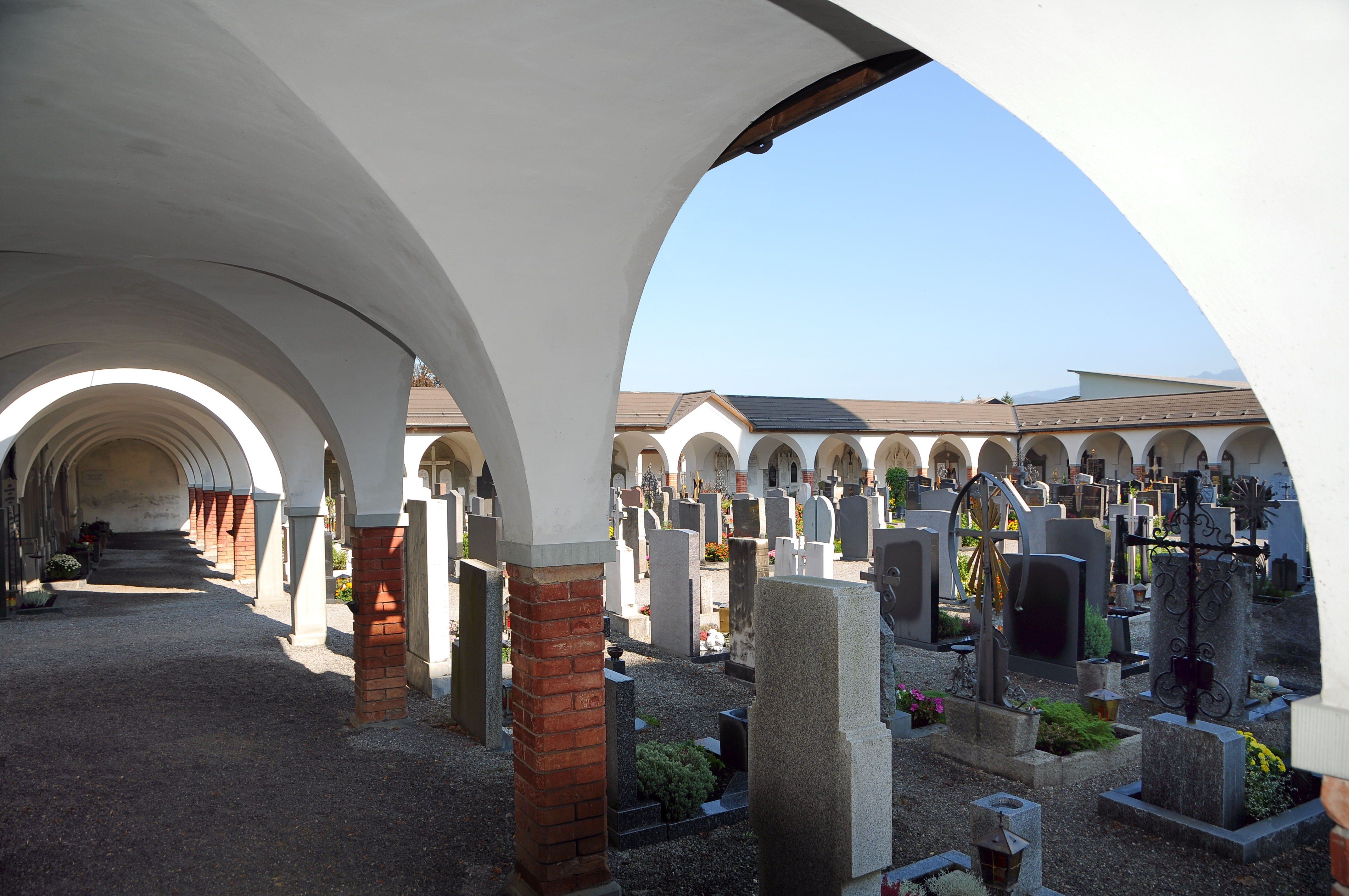
Blick über den Friedhof Andelsbuch

Der Friedhof Andelsbuch ist der Friedhof der Bregenzerwälder Gemeinde Andelsbuch im Vorarlberger Bezirk Bregenz. Er liegt nordseitig der Pfarrkirche im Ortszentrum und steht unter Denkmalschutz (Listeneintrag).
Der Friedhof ist von einem innenseitigen Arkadengang umschlossen. Dieser Umgang hat Kreuzgratgewölbe. Der Großteil der einheitlichen Grabsteine stammt aus dem 19. Jahrhundert. Bemerkenswert ist das Grabmal von Jodok Fink, das der Künstler Alfons Fritz 1930 geschaffen hat.